# Vincenzo Sabbatini
Vincenzo Sabbatini (falecido em 1526) foi um prelado católico romano que serviu como bispo de Vulturara e Montecorvino (1519–1526).

## Biografia
No dia 9 de setembro de 1519, Vincenzo Sabbatini foi nomeado durante o papado de Leão X como Bispo de Vulturara e Montecorvino. Serviu como Bispo de Vulturara e Montecorvino até à sua morte em 1526.